# Biblioteka George’a Peabody’ego
Biblioteka George’a Peabody’ego – biblioteka związana z Uniwersytetem Johnsa Hopkinsa, której zbiory pochodzą głównie z XIX wieku. Była ona wcześniej biblioteką muzycznego Instytutu Peabody’ego w Baltimore, a znajduje się na kampusie Peabody’ego w West Mount Vernon Place, w sąsiedztwie historycznego centrum Mount Vernon-Belvedere, na północ od śródmieścia Baltimore. Przeglądanie zbiorów jest ogólnodostępne, zgodnie z celem baltimorskiego kupca i filantropa George’a Peabody’ego, który chciał stworzyć bibliotekę „z bezpłatnym dostępem dla wszystkich, którzy pragną zajrzeć”.

## Historia
Biblioteka została ufundowana przez George’a Peabody’ego, żyjącego w latach 1795–1869. Peabody w czasie wojny z 1812 roku służył w milicji broniącej Baltimore przed atakiem Brytyjczyków. Następnie w drugiej i trzeciej dekadzie XIX wieku, będąc przedsiębiorcą zajmującym się handlem, stał się jednym z zamożniejszych obywateli Baltimore, a w lutym 1857 roku przekazał 300 tysięcy dolarów jako kapitał początkowy dla Instytutu Peabody’ego. Początkowo planowano otwarcie instytutu na rok 1860, jednakże dokonanie tego uniemożliwiały walki toczące się w sąsiednim stanie, będące częścią wojny secesyjnej. Opóźnienie wywołane przez walki spowodowało odwleczenie otwarcia instytutu o 6 lat. Ostateczne otwarcie nastąpiło w 1866 roku. Zarówno pierwszy bibliotekarz Biblioteki George’a Peabody’ego, John Morris, jak i Rada Biblioteczna, której przewodził George Pendleton Kennedy, wykorzystali ten czas na badanie i katalogowanie zbiorów największych bibliotek amerykańskich i europejskich. Morris stworzył listę 50 000 książek i czynnie dążył do ich uzyskania, niezależnie od trudności i kosztów. Praktyka ta okazała się wielkim sukcesem i była kontynuowana przez następcę Morrisa, Nathaniela Holmesa Morrisona. Jako asystent Morrisona, naukowiec Philip Reese Uhler rozszerzył tę praktykę o teksty naukowe, poprzez poszukiwanie porad ekspertów z kilku dziedzin naukowych. Taka forma tworzenia zbiorów stała się standardem w bibliotekach akademickich. 
Kiedy biblioteka została otwarta, Peabody zadedykował jej pierwszą część, skrzydło zachodnie Instytutu Peabody’ego, obywatelom Baltimore jako wyraz wdzięczności za ich życzliwość i gościnność. Instytut został zaplanowany tak, aby być centrum kulturowym Baltimore, z planami budowy galerii sztuki, szkoły muzycznej, prowadzenia wykładów otwartych, oraz nagród wartościowych, takich jak złote medale znane jako „Nagrody Peabody’ego” dla absolwentów trzech znajdujących się w tamtym czasie szkół średnich w Baltimore, z najlepszymi wynikami w nauce. W planach znajdowało się również otwarcie biblioteki dla pracowników naukowych, którą w latach 1876–1878 przeniesiono do wschodniego skrzydła budynku.
Obecna struktura biblioteki we wschodnim skrzydle została zaprojektowana przez znanego lokalnego architekta Edmunda G. Linda i otwarta dla publiczności w 1878 roku. Biblioteka była częścią Instytutu Peabody’ego do 1967 roku, kiedy została przekazana na rzecz miasta Baltimore i stała się oddziałem leżącej nieopodal Wolnej Bilioteki Enocha Pratta. W 1982 roku została przekazana na rzecz Uniwersytetu Johnsa Hopkinsa i została częścią Zbiorów Specjalnych Biblioteki Eisenhowera na kampusie Homwood i częścią Bibliotek Sheridan na Uniwersytecie Johnsa Hopkinsa, co wynika z faktu że Instytut Peabody’ego jest powiązany z tym uniwersytetem.

## Zbiory
Główna kolekcja odzwierciedla szerokie spektrum zainteresowań, ale skupia się na XIX wieku, zgodnie z pragnieniem Peabody’ego, by była ona „dobrze wyposażona w każdy dział wiedzy i najbardziej uznaną literaturę”. Zbiory biblioteczne, w skład których wchodzi 300 000 wolumenów jest szczególnie zasobny w dzieła religijne oraz z dziedziny sztuki brytyjskiej, architektury, topografii i historii; amerykańskiej historii, biografii i literatury; języków i literatury romańskiej; historii nauki i geografii; odkryć i turystyki. Wśród najważniejszych zbiorów w posiadaniu biblioteki wymienić można pierwsze wydania Edgara Allana Poe, Nathaniela Hawthorne’a, Hermana Melville’a, czy H. L. Menckena. Do zbiorów należy również 28-tomowa encyklopedia Diderota, wczesne wydania Don Kichota, mapy stanu Maryland i Baltimore, folio historii naturalnej czy pierwsze wydanie O powstaniu gatunków Darwina.

## Budynek
Wnętrze budynku jest często określane jako jedna z najpiękniejszych bibliotek na świecie. Budynek – ukończony w 1878 roku – został zaprojektowany przez baltimorskiego architekta Edmunda G. Linda we współpracy z pierwszym rektorem biblioteki, Nathanielem H. Morrisonem, który określił projekt jako „katedra książek”. Na zachwycające wizualnie, monumentalne neogreckie wnętrze składa się atrium, wznoszące się na wysokość ponad 18 metrów ponad czarno-białą marmurową podłogę, otoczone pięcioma poziomami ozdobnych poręczy wykonanych z czarnego żeliwa oraz pozłacane kolumny, pomiędzy którymi znajdują się okazałe zbiory ksiąg. W latach 2002–2004 biblioteka przeszła renowację o wartości 1 miliona dolarów.

## Wydarzenia prywatne
Biblioteka George’a Peabody’ego służy za miejsce wydarzeń. Opłaty pobierane za organizację wydarzeń pomagają wspierać zbiory, usługi i programy biblioteki.